# قادرآباد (مقاطعة فهرج)
قادرآباد (بالفارسية: قادرآباد) هي قرية تقع في ناحية نغين كوير في إيران. يقدر عدد سكانها بـ 84 نسمة بحسب إحصاء 2016.